# Ms. Rachel
Rachel Griffin-Accurso, ismertebb nevén Ms. Rachel, egy amerikai YouTuber, közösségi médiaszemélyiség, dalszerző, tanár. Ismertséget a Songs for Littles című sorozatával szerzett, amelyben dalos formában segíti a csecsemők és kisgyermekek nyelvi fejlődését.

## Élete és munkássága
Rachel Griffinként született a Maine állambeli Biddefordban, majd Sanfordban nevelkedett. A Sanfordi Középiskolába járt, ahol a színjátszókör tagja volt, ezt követően a Southern Maine Universityn tanult. Mesterszakon a New York University-n végzett, zenepedagógia szakon, ezt követően New York Cityben volt egy állami óvoda zenepedagógusa. 2023-ban megkezdte tanulmányait második mesterdiplomája megszerzéséért, kora gyerekkori nevelés szakirányon.
2019-ben indította el saját YouTube-csatornáját, Ms. Rachel néven, férje, a Broadway zenei rendező és dalszerző Aaron Accurso segítségével. Az inspirálta erre őket, hogy a fiuk nem kezdett el beszélni egészen két éves koráig, és nem találtak az interneten megfelelő segítséget ehhez. Songs for Littles című csatornáján klasszikus gyerekdalok és mondókák mellett saját szerzemények is szerepelnek, melyek célközönségei az egészen kicsi gyerekek. Sok segítséget nyújtott mindehhez a gyermekük beszédterapeutája, aki mérföldkövekhez kötötte a beszédkészséget. A csatorna különösen a Covid-19 világjárvány alatt lett népszerű, 2024-re pedig több mint hétmillió feliratkozóval rendelkezett.
Az egyes epizódok főszereplője Ms. Rachel, aki a védjegyévé vált rózsaszín pólóban, overallban és fejpántban jelenik meg. Mellette számos vendégszereplő és háttérmunkatárs a részese a projektnek, úgy mint Keisha Gills színésznő-tanár, Alexa Smith diverzitás-konzulens, Frida Matute beszédterapeuta, Beth Jean animátor, Jules Hoffman énekes-dalszerző, Natalie Kaye Clater színésznő, és Aaron Accurso is, aki a dalszerzési folyamat mellett két, Georgie és Herbie nevű bábot is irányít. A csatorna TikTokon is rendkívül népszerű lett, 2023-ban átlépte a két és félmillió követőt. Ezt követően azonban mentális okokra hivatkozva elhagyta a platformot – egyes rajongók a valódi okot abban vélték felfedezni, hogy több néző is kritikát fogalmazott meg a transznemű, nembináris Jules Hoffmann szexualitása miatt. Nem sokkal később visszatért, és a Creative Artist Agency közreműködésével gyártja a tartalmakat.